# 福岡音楽学院附属幼稚園
福岡音楽学院附属幼稚園（ふくおかおんがくがくいんふぞくようちえん）は、福岡県福岡市南区平和にある私立幼稚園。

## 沿革
- 1957年（昭和32年） - 福岡音楽学校が薬院大坪町に設立される。
- 1964年（昭和39年） - 薬院大坪町から現在地に移転。第1回福岡音楽学校付属幼稚園入園式が行われる。園長に佐藤博子が就任。
- 1977年（昭和52年） - 法人名を学校法人福岡音楽学院に改称。それに伴い幼稚園も現校名に改称される。
- 2004年（平成16年） - 第1期生である藤村佑子が福岡音楽学院院長、福岡音楽学院附属幼稚園園長に就任。

## 特色
全国でも珍しい音楽専門の講師による音楽教育が受けられる幼稚園である。朝は30分間の音楽レッスンから始まる。年中になるとピアノかヴァイオリンを選択する必要があり、毎週月曜日に実技レッスンが30分間行われる。また、院長・藤村佑子による特別レッスン（年2回）や、ミニコンサート、卒園記念発表会（いずれも年長児のみ）も行われている。年長になると、リコーダーのレッスンも始まる。
制服は男女とも冬は黒いセーラー服、夏は白いセーラー服。登下校時にはセーラー服と同色の帽子を被る。白いネクタイがあるが、通常時は着用せず、式やコンサートなどでのみ着用する。

## スクールバス
赤バス（六本松、西新、小笹方面）と黄バス（薬院、平尾、野間方面）の2台が運行している。